# Greg Graffin
Gregory Walter Graffin (Racine (Wisconsin), 6 november 1964) is de zanger en medeoprichter van de Amerikaanse punkrockband Bad Religion.
Graffin is tien weken per jaar werkzaam als docent paleontologie en biologie op de Amerikaanse universiteit UCLA. In de teksten die hij zingt, brengt Graffin zijn politieke opvattingen tot uiting.

## Albums
Als zanger van Bad Religion heeft hij zestien albums uitgebracht. Daarnaast heeft hij drie soloalbums gemaakt:
- American Lesion (1997)
- Cold as the Clay (2006)
- Millport (2017)

- Bibsys: 7012274
- Bibliothèque nationale de France: cb14045953t (data)
- Gemeinsame Normdatei: 135165822
- International Standard Name Identifier: 0000 0000 4041 337X
- Library of Congress Control Number: n2005085878
- MusicBrainz: 046f8f41-f788-4da6-905d-26d1856f676d
- Bibliotheek van het Japanse parlement: 001181857
- Nationale Bibliotheek van Tsjechië: mub2014812763
- Nationale Bibliotheek van Israël: 987007346076205171
- Réseau des bibliothèques de Suisse occidentale: 02-A020324185
- Système universitaire de documentation: 252696263
- Virtual International Authority File: 24014086
- WorldCat: E39PBJhxfG8tTtHjvKpttMh4MP